# Kvenvik
Kvenvik este o localitate din comuna Alta, provincia Finnmark, Norvegia.